# Notophthiracarus inauditus
Notophthiracarus inauditus är en kvalsterart som först beskrevs av Wojciech Niedbała 1982.  Notophthiracarus inauditus ingår i släktet Notophthiracarus och familjen Phthiracaridae. Inga underarter finns listade i Catalogue of Life.